# Темновой ток
В физике и электронике темновым током называют малый электрический ток, который протекает через фоточувствительный детектор, например, фотодиод, фотоэлектронный умножитель, полупроводниковый детектор гамма-квантов и др. при отсутствии поглощенных фотонов. Физической причиной существования темнового тока являются тепловые генерации электронов и дырок в p-n слое полупроводникового прибора или в толще полупроводника, которые затем начинают упорядоченно двигаться за счет сильного электрического поля. В фотоэлектронных умножителях источником темнового тока является случайное излучение электронов с катода, например, от действия космических лучей или естественной радиоактивности.
При снижении температуры темновой ток всех приёмников излучения снижается, поэтому высокочувствительные приёмники обычно охлаждают до низких температур, как правило, жидким азотом.
Темновой ток — один из главных источников шума в таких светочувствительных приборах, как ПЗС-матрица.